# 価電子
価電子（、英: valence electron）とは、原子核の周囲に束縛されている電子のうち、最外殻に存在する電子のことである。価電子は、原子間の化学結合などにおいて重要な役割を果たしていることが多く、物質の性質を特徴づける主要な要素である。原子価電子（）ともいう。 
基本的に、価電子数は最外殻電子数と等しい。また、典型元素（貴ガスを除く）は各族番号の1の位が価電子数となる。ただし、最外殻電子がちょうどその電子殻の最大収容数の場合、または最外殻電子が8個の場合、価電子の数は0とする。 
| 族 (元素)                             | 最外殻電子数 | 価電子数 |
| ------------------------------------- | ------------ | -------- |
| 第1族 (I) (アルカリ金属）             | 1            | 1        |
| 第2族 (II) (アルカリ土類金属)         | 2            | 2        |
| 第3族 - 第12族 (遷移金属)             | 3–12         | 2–7      |
| 第13族 (III) (ホウ素族)               | 3            | 3        |
| 第14族 (IV) (炭素族)                  | 4            | 4        |
| 第15族 (V) (プニクトゲンまたは窒素族) | 5            | 5        |
| 第16族 (VI) (カルコゲンまたは酸素族)  | 6            | 6        |
| 第17族(VII) (ハロゲン)                | 7            | 7        |
| 第18族 (VIII or 0) (貴ガス)           | 8            | 0        |

典型元素の価電子は、その元素より原子番号の小さい最初の貴ガス原子の軌道より外側の軌道を占める電子である。ただし、典型元素でも、ガリウムの3d軌道のように、比較的浅い内殻電子は、価電子的な振る舞いをし物性や化学結合に寄与する場合がある。例えば、窒化ガリウムでは、化合物の構成に関与している。また、遷移元素では、価電子は最外殻電子を意味していないため、特定の価電子を持っていないと言える。特にf電子をもつ元素では、価電子の定義は必ずしもこのようにはならない場合が少なくない。
固体の絶縁体や半導体において、価電子帯を占める電子を価電子ということもある。固体の金属においては、伝導電子（自由電子）に相当する。